# Wiktor Niedzicki

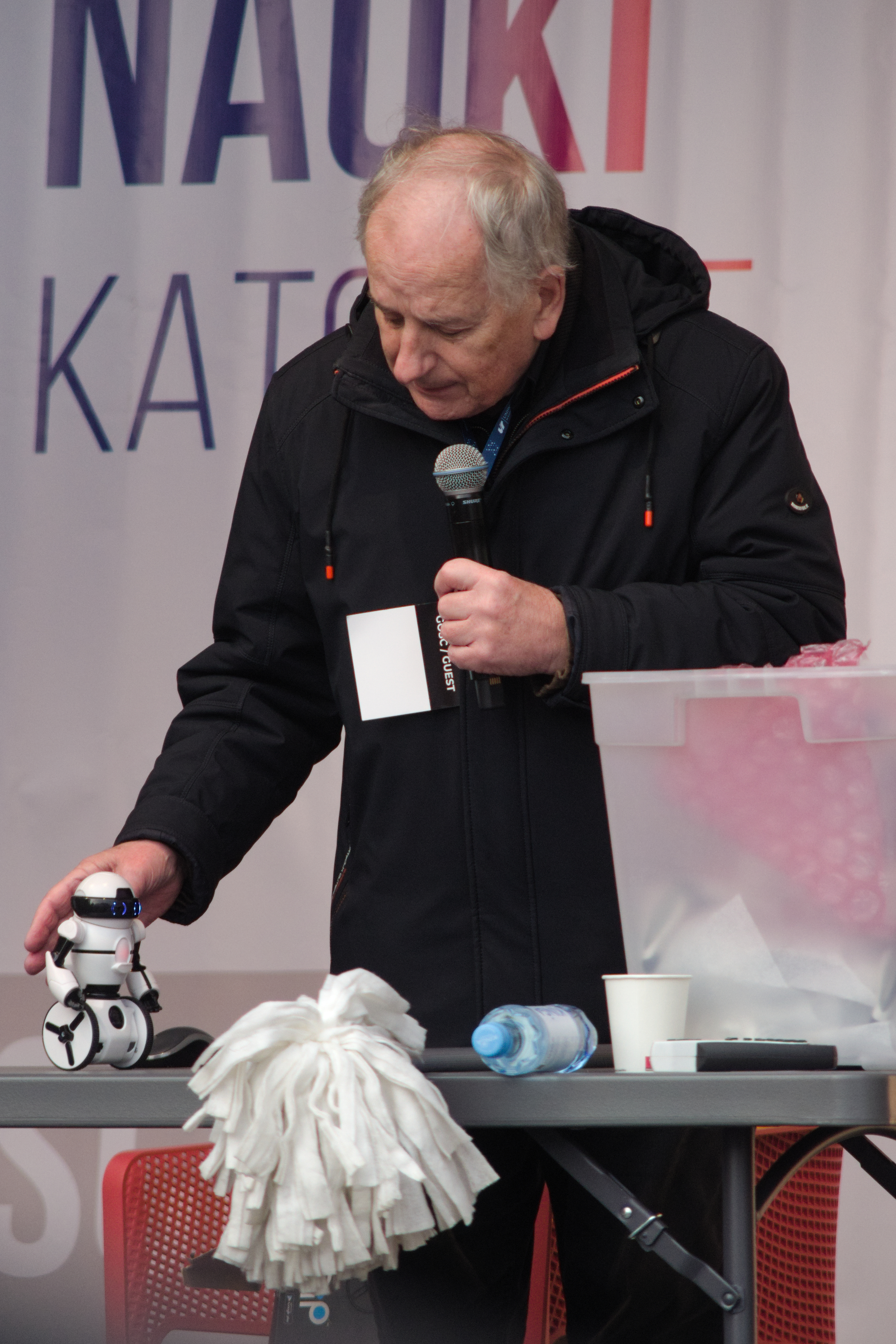
Wiktor Niedzicki z robotem na 5. Śląskim Festiwalu Nauki podczas swojego wykładu pt. „Roboty do roboty!”, Scena Lema

Wiktor Niedzicki (ur. 23 lutego 1949) – polski dziennikarz radiowy i telewizyjny, autor programu Laboratorium, wykładowca akademicki, absolwent Wydziału Fizyki Uniwersytetu Warszawskiego, popularyzator nauki. 

## Życiorys
W 1972 ukończył studia na Wydziale Fizyki Uniwersytetu Warszawskiego. Następnie w ramach PAN zajmował się chemią kwantową.
Od 1975 współpracował z Redakcją Popularnonaukową w czwartym programie Polskiego Radia. W 1984 rozpoczął pracę w Telewizji Polskiej, gdzie zrealizował kilkaset programów popularnonaukowych, m.in.: "Laboratorium", "Kuchnia", "Klinika chorych maszyn", "Nobel dla Polaka", "Cyrk fizyków", "Od kuchni", "Śledztwo w sprawie nauki", "Pulsar", "Encyklopedia niewiedzy", "W świecie nauki" i "Machina czasu". W swojej karierze dziennikarskiej prowadził także audycje w Pierwszym Programie Polskiego Radia w pasmach Lato z radiem i Cztery pory roku.
W 2017 założył konto na Facebooku pt. „Wiktor Niedzicki o polskiej nauce”, gdzie umieszcza filmiki, nagrania i wpisy, propaguje wydarzenia z zakresu polskiej nauki oraz różne dokonania polskich naukowców.
Od lutego do grudnia 2020 na antenie internetowej rozgłośni Halo.Radio prowadził swój dwugodzinny autorski program popularnonaukowy "Dwie ciekawe godziny", w którym wraz z zaproszonymi gośćmi ze świata nauki w przystępny sposób omawiał zagadnienia i ciekawostki m.in. z zakresu fizyki, chemii, inżynierii, medycyny i ekologii.
W lutym 2021 na YouTube uruchomił popularnonaukowy kanał Ciekawizja. Od 9 maja 2022 nadawany jest na antenie Radia Pogoda jego autorski program popularnonaukowy "Technicznie proste". Odcinki cyklu są dostępne także na stronie internetowej rozgłośni.
Jest członkiem Akademii Inżynierskiej w Polsce.

## Twórczość
- Tajemnice Ziemi (Warszawa, 1985, "Nasza Księgarnia", ISBN 83-10-08564-8)
- Ziemia jakiej nie znamy (Warszawa, 1986, Krajowa Agencja Wydawnicza, ISBN 83-03-01327-0)
- Sekrety prezentacji nauki (Warszawa, 2004, "Ambernet", ISBN 83-920516-0-2)
- Sztuka prezentacji w nauce, biznesie, polityce (Warszawa, 2010, Poltex, ISBN 978-83-7561-152-6)
- Teleobiektyw. Spojrzenie na naukę (Kraków, 2015, Instytut Fizyki Jądrowerj PAN, ISBN 978-83-63542-32-0)
- Jak sprzedać naukę? (Warszawa, 2015, Ośrodek Przetwarzania Informacji - Państwowy Instytut Badawczy)
- Sztuka promocji nauki (Ośrodek Przetwarzania Informacji - Państwowy Ośrodek Badawczy, ISBN 978-83-63060-17-6)
- Z kamerą wśród uczonych (Warszawa, 2020, Agencja Wydawnicza ARGI, ISBN 978-83-64358-98-2)

## Życie prywatne
Jest ojcem dra hab. inż. Leszka Adriana Niedzickiego, prof. PW.